# Lenny Geluk-Poortvliet
Leuntje Wilhelmina Digna (Lenny) Geluk-Poortvliet (Biezelinge, 15 juli 1943) is een Nederlands oud-politica. Namens het Christen-Democratisch Appèl (CDA) was zij van 31 oktober 2017 tot 31 maart 2021 lid van de Tweede Kamer der Staten-Generaal. 

## Levensloop
Oorspronkelijk was zij lid van de Christelijk-Historische Unie (CHU), later van het Christen-Democratisch Appèl (CDA).
In 2002 werd Geluk verkozen tot lid van de gemeenteraad in Schouwen-Duiveland. Enkele maanden later werd ze benoemd tot wethouder. Zij was wethouder tot 2004, waarna ze weer enkele jaren gemeenteraadslid werd. Daarvoor runde ze een kunsthandel. Ook was Geluk vice-voorzitter van het CDA in Utrecht en werkte ze voor een adviesforum in de gezondheidszorg.
Voor de Tweede Kamerverkiezingen 2003 was zij kandidaat nummer 73 en behaalde 273 stemmen. Namens de CDA Senioren en in die hoedanigheid toehoorder ESU (Europeïsche Senioren Union) kwam zij voor de Tweede Kamerverkiezingen 2017 hoger op de lijst, op plek 20. Op 31 oktober 2017 werd Geluk-Poortvliet beëdigd als lid van de Tweede Kamer. Bij haar aantreden was Geluk-Poortvliet op 74-jarige leeftijd het oudste vrouwelijke Tweede Kamerlid bij aanvang van het ambtstermijn in de parlementaire geschiedenis. In de Tweede Kamer hield zij zich bezig met mantelzorg, WMO, thuiszorg, bibliotheekwezen en emancipatiebeleid. Geluk bracht in 2018 een actieplan tegen eenzaamheid uit en had een cruciale rol bij de invoering van een verplicht vrouwenquotum. Op 30 maart 2021 nam zij afscheid van de Tweede Kamer.

## Persoonlijk
Geluk is woonachtig in Zeist en heeft zeven kleinkinderen.
- Parlement.com: vk7vin3enpq8